# Kuba i olympiska sommarspelen 1956
Kuba deltog med 16 deltagare vid de olympiska sommarspelen 1956 i Melbourne. Ingen av landets deltagare erövrade någon medalj.